# Municipio de Union (condado de Guthrie)
El municipio de Union (en inglés: Union Township) es un municipio ubicado en el condado de Guthrie en el estado estadounidense de Iowa. En el año 2010 tenía una población de 117 habitantes y una densidad poblacional de 1,24 personas por km².

## Geografía
El municipio de Union se encuentra ubicado en las coordenadas 41°43′57″N 94°41′11″O / 41.73250, -94.68639. Según la Oficina del Censo de los Estados Unidos, el municipio tiene una superficie total de 94.39 km², de la cual 94,39 km² corresponden a tierra firme y (0 %) 0 km² es agua.

## Demografía
Según el censo de 2010; había 117 personas residiendo en el municipio de Union. La densidad de población era de 1,24 hab./km². De los 117 habitantes, el municipio de Union estaba compuesto por el 98,29 % blancos y el 1,71 % eran de una mezcla de razas. Del total de la población el 0 % eran hispanos o latinos de cualquier raza.